# Mike Flanagan (reżyser)
Mike Flanagan (ur. 20 maja 1978 w Salem w stanie Massachusetts) – amerykański reżyser, scenarzysta, montażysta i producent filmowy, znany jako twórca horrorów.

## Życiorys
Urodził się w Salem w stanie Massachusetts. Jego ojciec był członkiem Straży Wybrzeża Stanów Zjednoczonych, amerykańskich sił zbrojnych. Z tego powodu Flanaganowie często się przeprowadzali. Salem wywarło na przyszłym reżyserze duży wpływ, choć nie było przez niego zamieszkiwane przez długi czas. Interesowały Flanagana procesy czarownic z Salem, a także tematy powiązane, w tym historie o duchach. Potem Flanagan zamieszkał w stanie Maryland, gdzie ukończył Towson University. Studiował media elektroniczne i film; uzyskał bakalaureat.
W lutym 2016 poślubił aktorkę Kate Siegel. Ma syna Rigby'ego Josepha Flanagana-Bella (ur. 2010) ze związku z aktorką Courtney Bell.

## Filmografia
Reżyser
- Makebelieve (2000)
- Still Life (2001)
- The Firefighter Combat Challenge (2001; serial TV)
- The Gleib Show (2003; program TV), odc. 304. − Willie's Neighborhood i 305. − Garth Brooks
- Ghosts of Hamilton Street (2003)
- Oculus: Chapter 3 − The Man with the Plan (2006)
- Absentia (2011)
- Oculus (2013)
- Hush (2016)
- Zanim się obudzę (Before I Wake, 2016)
- Ouija: Narodziny zła (2016)
- Gra Geralda (Gerald's Game, 2017)
- Nawiedzony dom na Wzgórzu (The Haunting of Hill House, 2018)
- Doktor Sen (Doctor Sleep, 2019)
- Nawiedzony dwór w Bly (The Haunting of Bly Manor, 2020)
- Nocna msza (Midnight Mass, 2021)
- Klub Północny (The Midnight Club, 2022)
- Zagłada domu Usherów (The Fall of the House of Usher, 2023)
- Życie Chucka (The Life of Chuck, 2025)